# Павлоградська загальноосвітня школа № 4
Павлогра́дська загальноосві́тня школа I—III ступені́в № 4 — навчальний заклад І-III ступенів акредитації у місті Павлоград Дніпропетровської області.

## Загальні дані
Павлоградська загальноосвітня школа I—III ступенів № 4 розташована за адресою: вул. Сергія Корольова, 3а, місто Павлоград (Дніпропетровська область)—51400, Україна.
Директор закладу — Кравченко Лариса Олексіївна вчитель-методист, відмінник освіти України.
Мова викладання — українська.

## Історія
Будівля старої школи введена в експлуатацію 1 вересня 1939 року (директор Яковенко Микола Терентійович). Нова будівля школи побудована з ініціативи ПМЗ трестом «Павлоградпромжилбуд» (директор В. Ф. Залунін) в 1974 році (директор Стусь Юрій Семенович).

## Сучасність
```
*19 класів;  
*40 кабінетів;
*459 учнів;
*41 досвідчених педагоги;
*22 працівники молодшого обслуговчого персоналу;
*спортивний та актовий зали, які мають попит серед учнів школи.
```

Основні пріоритети в роботі школи:
1. Забезпечення доступності, обов'язковості і безоплатності здобуття високоякісної повної загальної середньої освіти;
2. Створення передумов для всебічного розвитку дитини;
3. Використання передових науково-педагогічних та інформаційних технологій в навчальному процесі;
4. Гуманістична особистісно-орієнтована педагогіка та психологія;
5. Комплексна система позакласної та позашкільної роботи, направлена на реалізацію творчих, духовних, інтелектуальних потреб дитини;
6. Впровадження допрофільної та профільної підготовки учнів середньої та старшої школи.
7. Широке застосування в навчальному процесі інформаційно—комунікативних технологій.